# Boersch-Effekt
Als Boersch-Effekt (nach dem Berliner Physiker Hans Boersch, der das Phänomen 1948 an der Physikalisch-Technischen Bundesanstalt (PTB) in Braunschweig entdeckte) bezeichnet man eine anomale Energieverteilung in intensiven Elektronenstrahlen. Der Effekt begrenzt das Auflösungsvermögen (Energie- und Ortsauflösung) von Elektronenmikroskopen und in der Elektronenstrahllithografie.

## Beschreibung
Bei dem Austritt aus einer Kathode haben die Elektronen aufgrund der Maxwell-Boltzmann-Verteilung unterschiedliche Geschwindigkeiten. Diese Geschwindigkeitsverteilung verbreitert sich vor der Kathode weiter durch die Ausbildung von Raumladungswolken, die eine elektrostatische Abstoßung der Elektronen untereinander zur Folge hat. Der Boersch-Effekt ist die Differenz der tatsächlichen zur maxwellsche Geschwindigkeitsverteilung, die in der Größenordnung von etwa einem Elektronenvolt liegt. Der Effekt ist vor allem bei niedriger Strahlspannung und hohem Strahlstrom stark ausgeprägt.